# Cofnięcie
Cofnięcie (rotacja wsteczna, cofka) – jest to zagranie w sportach precyzyjnych prowadzące do zmniejszenia ruchu rotacyjnego kuli wprzód lub wręcz do jej zatrzymania.
W bilardzie cofnięcie osiąga się za pomocą uderzenia bili białej poniżej jej środka, na bokach lub po skosach, co powoduje cofnięcie się bili, po odbiciu z bilą zagrywającą.
W pétanque nadaje się buli rotację wsteczną celem zwiększenia szansy na pokonanie nierówności bulodromu, zatrzymanie się buli w zaplanowanym miejscu lub nawet wykonanie karo po strzale lub progresywnej puencie.